# 東丸山 (上士幌町)
東丸山（ひがしまるやま）は、北海道の河東郡上士幌町にある標高1,666mの山である。

## 概要
石狩山地を構成する東大雪の山で、東大雪で唯一の活火山である丸山からウペペサンケ山へ伸びる稜線から少し上士幌町側に逸れた場所に位置する。山名は丸山の東にあることからついたとされるが、実際の位置は丸山からやや南側の南東にある。壮瞥町にも同名の山が存在する。
登山道は存在しない。主な登頂ルートとしては、丸山噴泉塔への作業道から東丸山の山頂北側の沢を登って頂上へ至る。作業道の一部が朽ちていることや、沢登り・藪漕ぎ箇所もあるため注意が必要。